# Новобутовская улица
Новобу́товская улица — улица, расположенная в Юго-Западном административном округе города Москвы на территории районов Северное Бутово и Южное Бутово.

## История
Современное название улица получила в 1986 году, до этого она была Полянским проездом. После включения Бутова в территорию Москвы к Полянскому проезду присоединили Полянский проспект и Полянский тупик.

## Расположение
Новобутовская расположена за Московский кольцевой автодорогой и проходит через Бутовский лесопарк в районах Северное Бутово и Южное Бутово. На севере пересекается с улицей Грина в районе ботанического сада ВИЛАР, на юге с Изюмской. На своём протяжении пересекается с Новобутовским проездом, улицами Старокрымской и Новооскольской.
На этой улице расположено всего несколько частных домов.

## Транспорт
Рядом с улицей Грина есть остановка «Новобутовская» через которую ходят автобусы № 118 и № 668. По самой дороге движения общественного транспорта нет.

### Метро
- Станция метро «Бульвар Дмитрия Донского» Серпуховско-Тимирязевской линии — в 1,5 км на северо-восток.
- Станция метро «Улица Старокачаловская» — в 1,4 км на северо-восток.
- Станция метро «Улица Скобелевская» — в 0,8 км на юго-запад.

### Железнодорожный транспорт
- Станция «Бутово» Курского направления МЖД — в 2 км на юго-восток.

## Интересное
- Самая первая дорога от Варшавского шоссе в Южное Бутово
- Из-за "зигзагообразности" и отсутствия уличного освещения в свое время в народе получила название "Пьяная дорога"
- Неофициально по ней когда-то проходили маршрутки 728м от метро Пражская (когда никто не выходил в Северном Бутово)